# Kompleks użytków zielonych bardzo słabych i słabych
Kompleks użytków zielonych bardzo słabych i słabych (3z) – kompleks, który obejmuje użytki zielone, które znajdują się na glebach mineralnych oraz torfowych i mułowo-torfowych charakteryzujących się nadmierną lub niedostateczną wilgotnością. Są to jednokośne zbiorowiska turzycowo-trawiaste. Łąki plonują bardzo słabo, z 1 hektara uzyskuje się około 1,5 tony siana słabej jakości. Pastwiska utrzymywane na tych glebach mogą w ciągu 120 dni wyżywić tylko 1 krowę.  W klasyfikacji bonitacyjnej zaliczane są do V i VI klasy.